# Erebus saparaea
Erebus saparaea là một loài bướm đêm trong họ Erebidae.